# 미쓰비시 델리카
미쓰비시 델리카는 일본의 자동차 제조사 미쓰비시 자동차공업에서 생산 및 판매하는 자동차 시리즈이다. 본 항목에서는 RV 사양인 스타 왜건과 상용차 사양을 중심으로 기술한다.

## 1세대

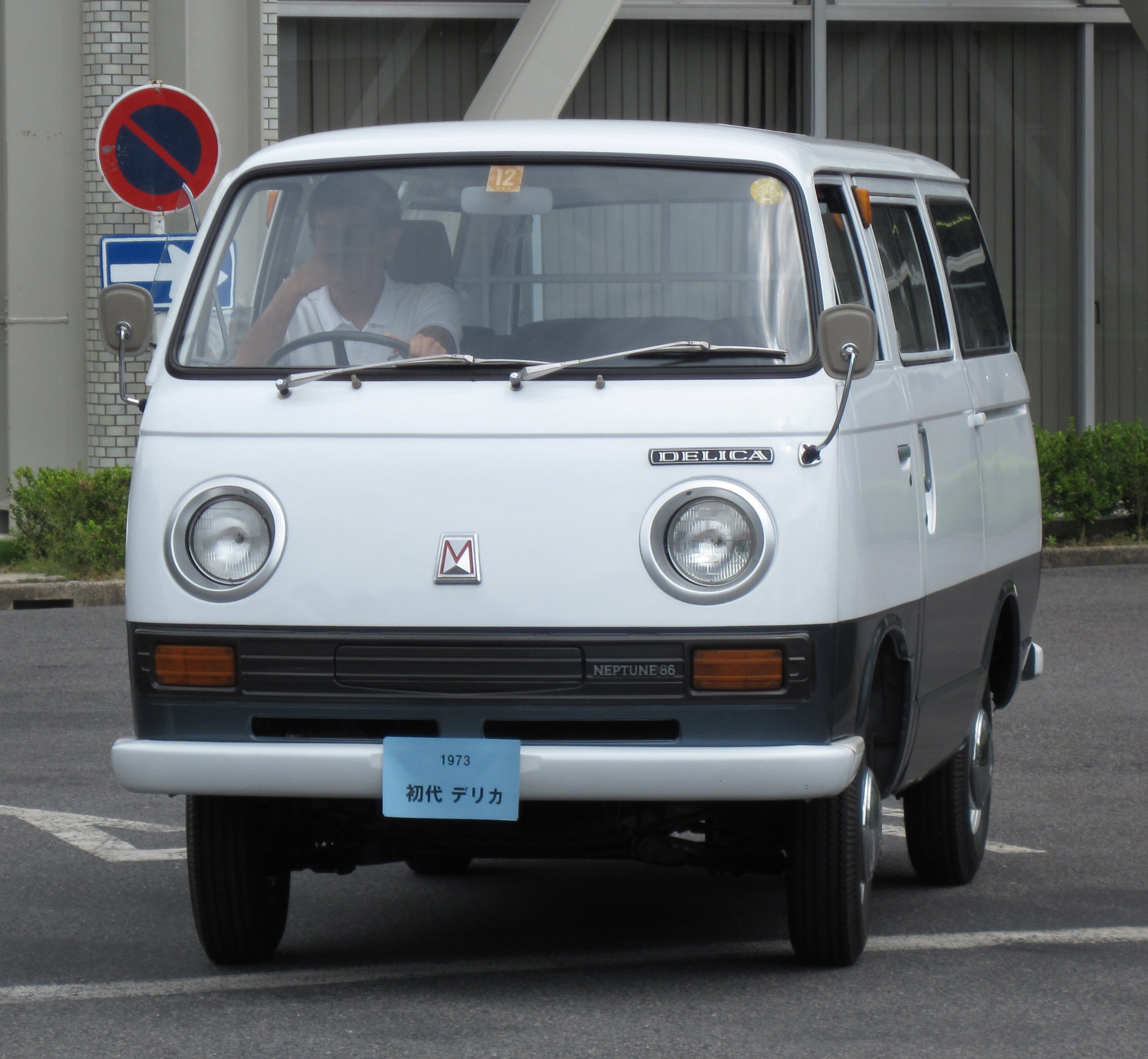
1세대 밴

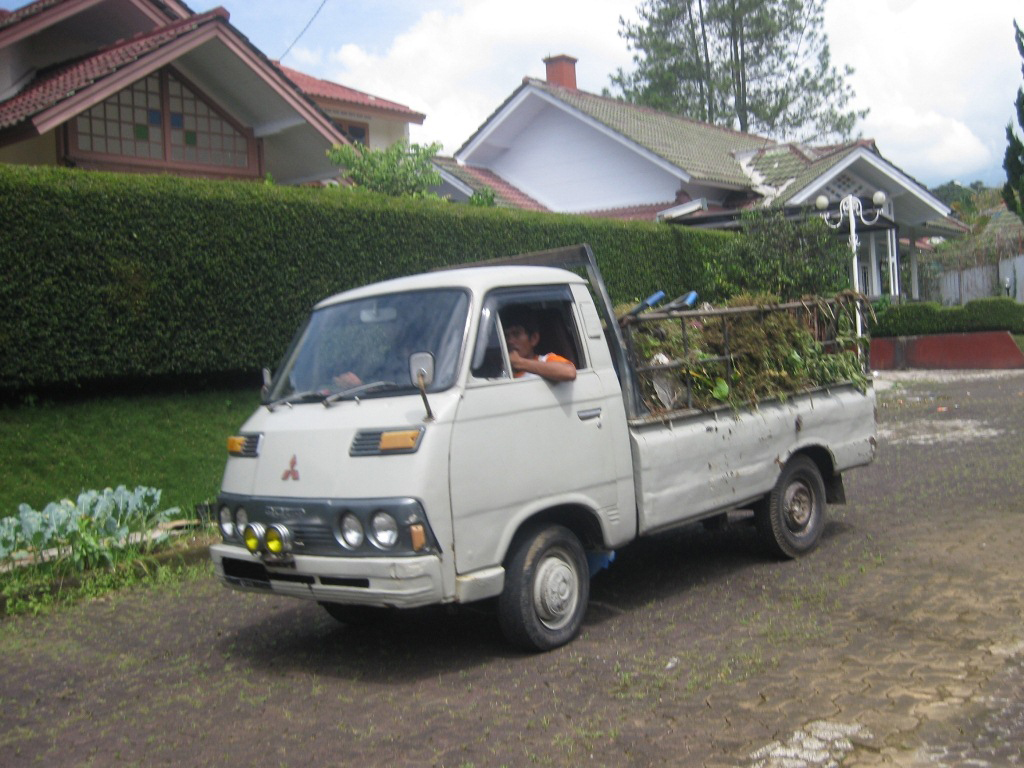
1세대 트럭

1968년 트럭이 처음 출시되었고, 밴 및 코치는 이듬해인 1969년에 출시되었다. 1971년 트럭의 적재량을 750kg으로 늘려   델리카 75 시리즈가 되었고, 엔진이 갤랑 FTO에도 장착된 1.4L 엔진으로 변경되었다. 1974년에는 마이너체인지를 거치면서 4등식 전조등으로 변경되었고, 내수용 한정으로 삼각창이 사라졌다. 그리고 랜서의 1.2L 엔진을 얹고 마이너체인지 이전 모델의 전면부를 적용한 염가 사양인 델리카 1200이 발매되었다. 1975년에 코치 사양이 단종되었고, 1976년에는 트럭의 1.4L 사양의 휠베이스를 150mm 늘인
1톤 사양이 추가되었다. 1977년 색상을 변경하고 리어 범퍼를 좌우 일체식으로 변경하고 번호판 위치를 뒷문 오른쪽 아래로 옮겼으며, 해외 사양도 삼각창이 삭제되었다. 1979년 2세대 차종의 출시로 단종되었다.

## 2세대

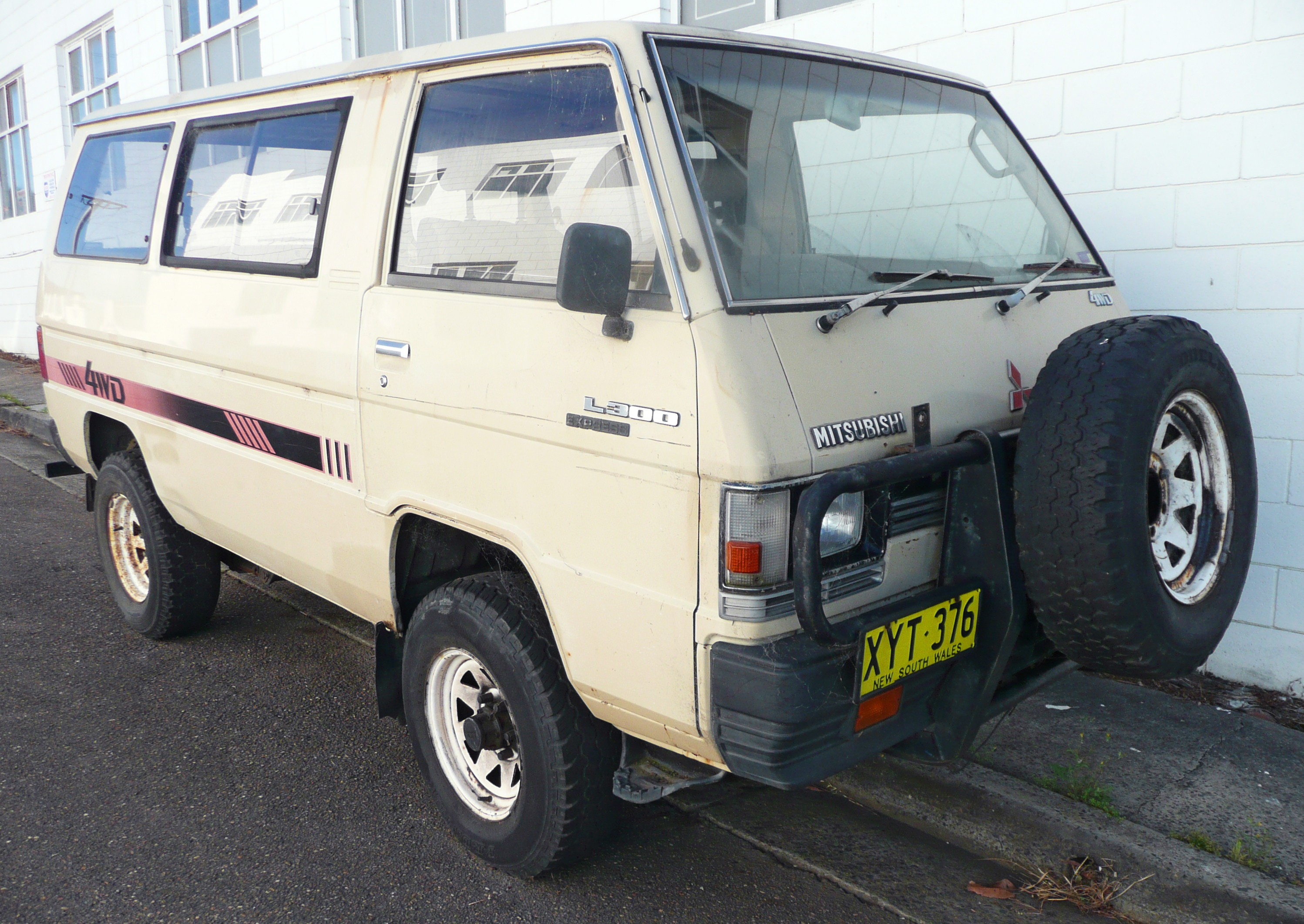
2세대 스타 왜건

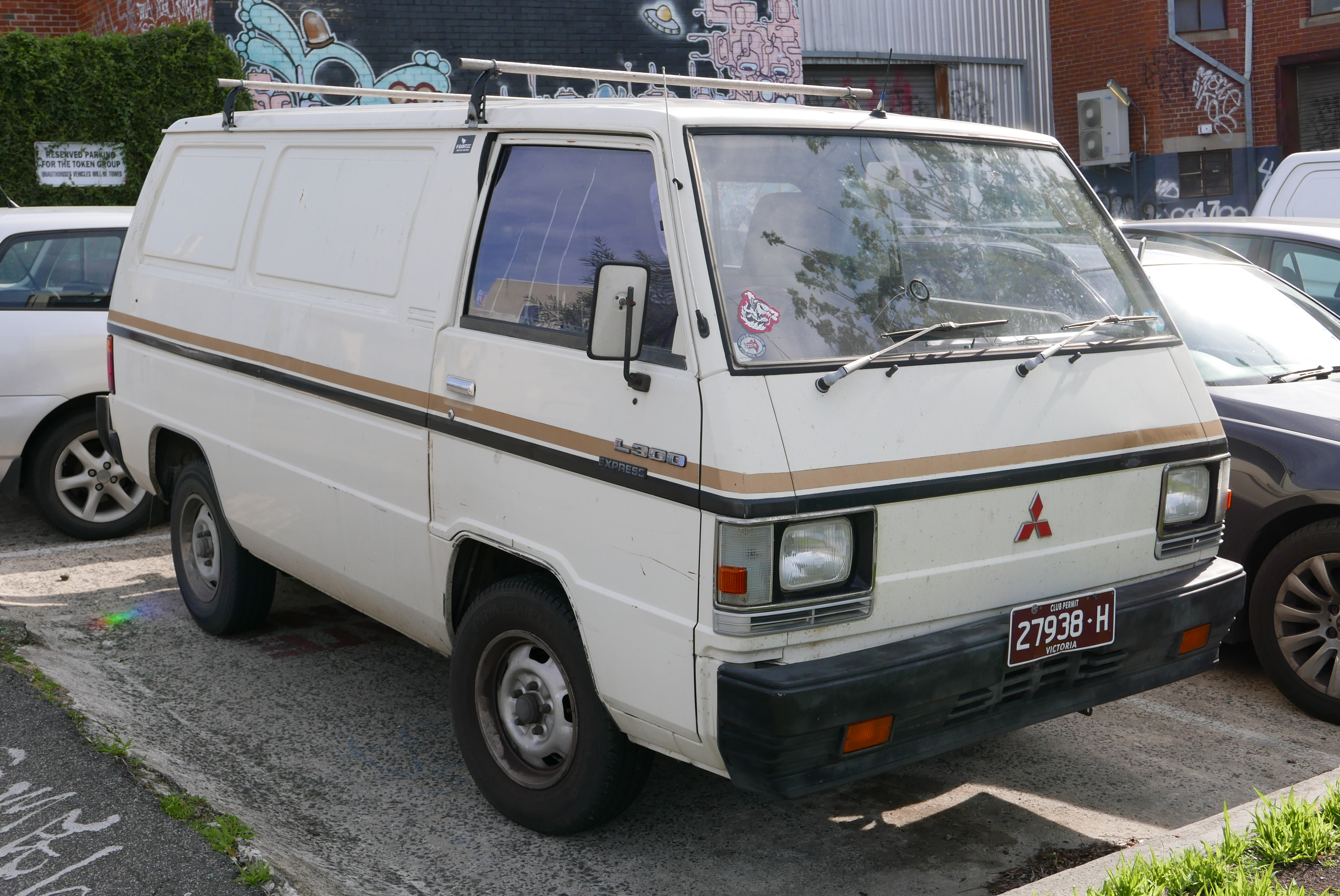
2세대 밴

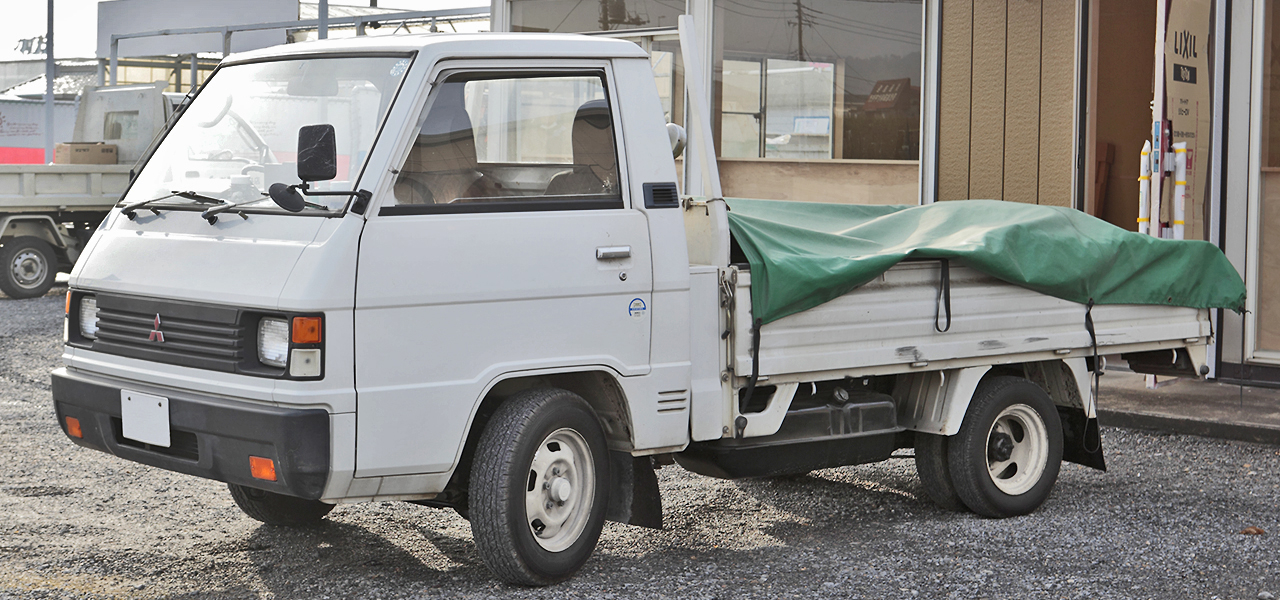
2세대 트럭

1979년 출시되었고, 당시 개정된 소형차 기준에 맞게 전폭이 커졌다. 밴 사양은 밴 와이드, 승합차 사양은 스타 왜건이라는 서브네임이 붙었다. 1982년 마이너체인지를 거쳤고 사륜구동 사양이 최초로 적용되었다. 그리고 기존의 M 로고가 MMC 로고로 변경되었다. 1983년에 밴과 트럭도 스타 왜건과 같은 2등식 헤드램프를 적용하였고, 1984년에는 밴의 4륜구동 사양에 2.3L 디젤엔진을 적용하였다. 1986년 밴 및 승합차 사양은 3세대로 풀체인지 되었고, 트럭은 1988년 사륜구동을 추가하고 1994년까지 생산되었다. 대한민국에서는 현대자동차가 포터의 2세대 모델로 1986년부터 1996년까지 라이센스 생산하였고, 인도네시아와 필리핀에서는 미쓰비시 L300이라는 명칭으로 현재까지도 생산되고 있다.

## 3세대

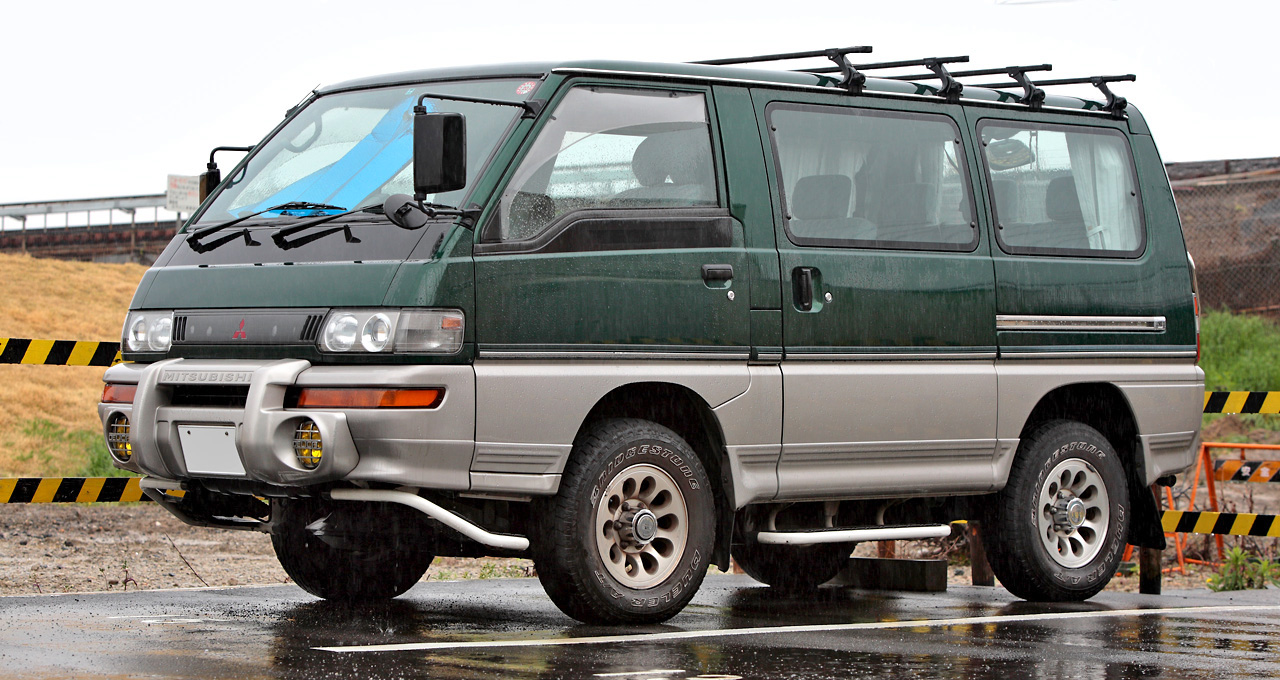
3세대 4WD 스타 왜건

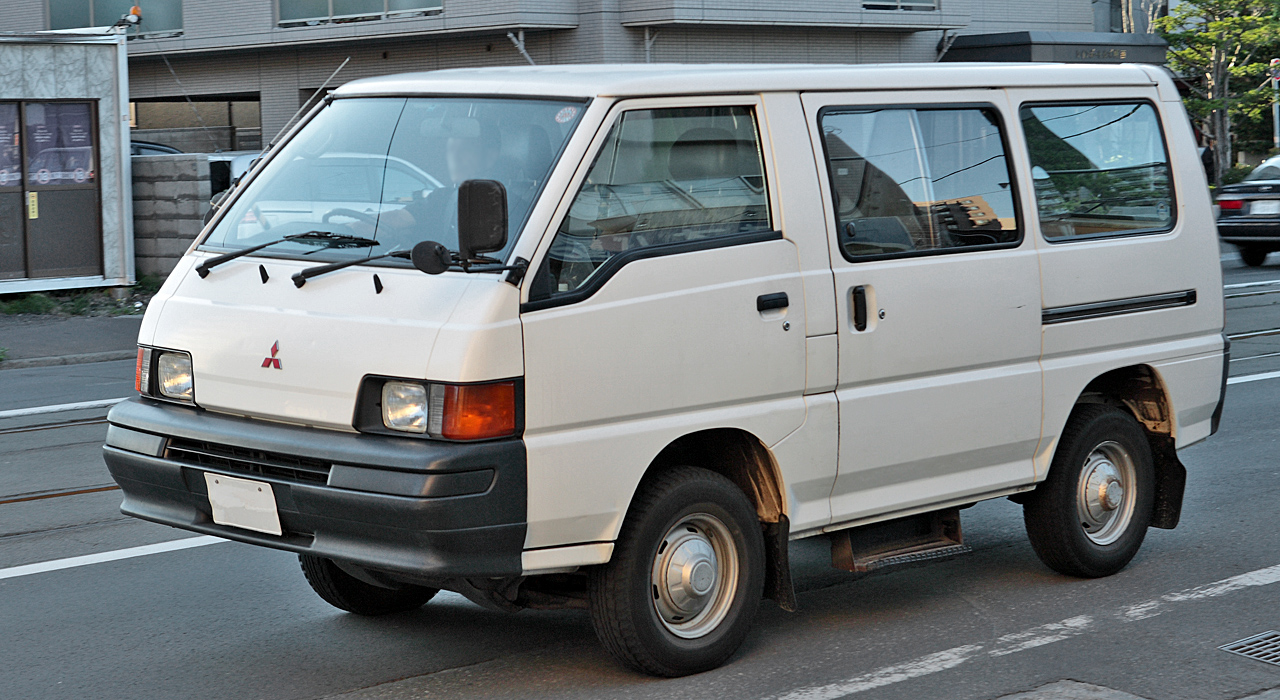
3세대 밴

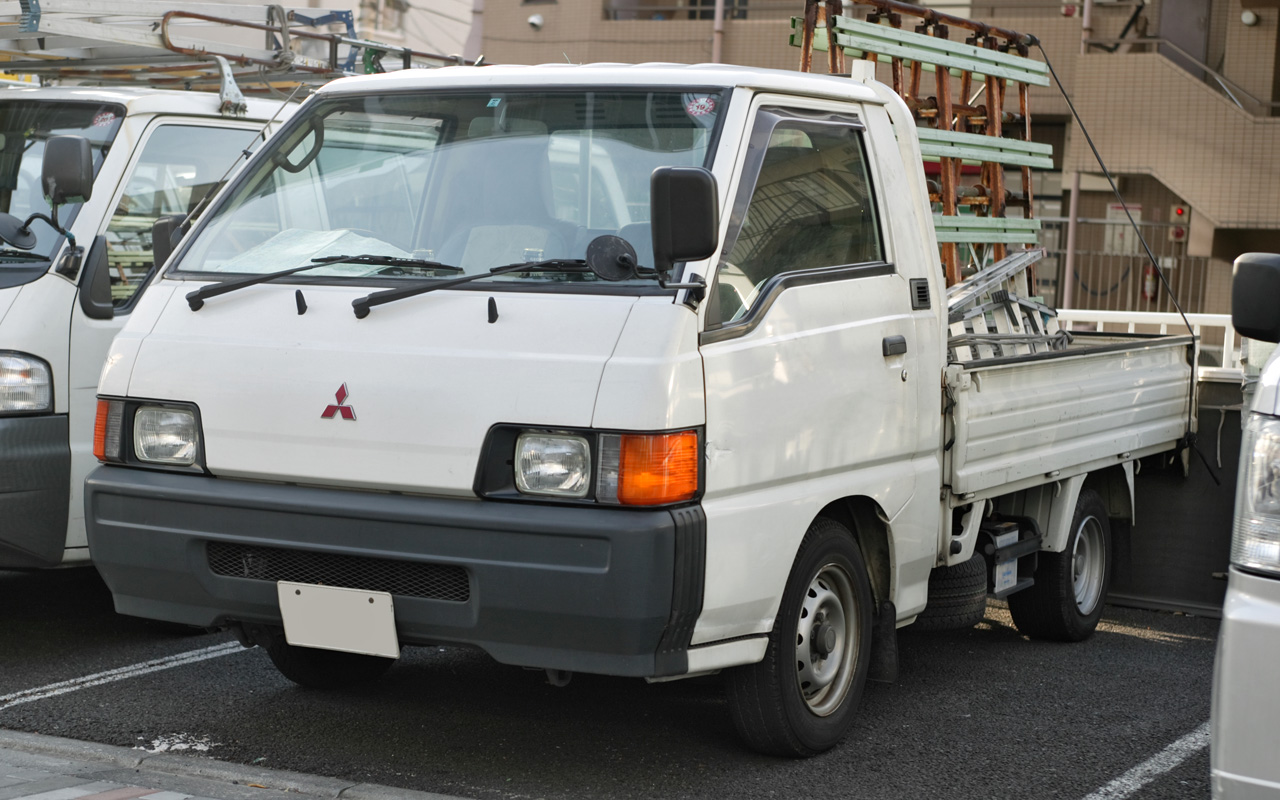
3세대 트럭

1986년 출시하였으며, 이전 세대의 디자인을 공기 역학적으로 수정한 "소프트 큐브" 스타일로 바뀌었다. 휠베이스는 표준 사양과 롱 사양이 제공되고, 지붕 형태는 에어로 루프와 하이 루프가 제공된다. 또한 스타 왜건에서는 후륜구동에 한해 선루프인 크리스탈 라이트 루프를 선택할 수 있다. 모노코크 차체를 도입하고 여러 안전사양을 탑재하여 일본 RV 시장에서 인기를 얻었다. 해외 시장에서는 L300이란 명칭으로 판매되었고, 북미 시장에서는 밴 및 왜건이란 명칭으로 1990년까지 판매되었다. 1988년부터는 전면부에 미쓰비시의 쓰리 다이아몬드 로고가 부착되었고 4륜구동 사양에도 자동변속기가 추가되었다. 그리고 이듬해인 1989년에는 가솔린 2.4L 엔진이 도입되었고, 4륜구동 사양에도 하이 루프와 크리스탈 라이프 루프를 추가하였다. 1990년 마이너체인지를 거쳐 앞모습을 부드럽게 다듬었고, 스타 왜건에 노래방 기능을 갖춘 오디오를 탑재한 고급 사양인 슈퍼 엑시드와 특별 사양인 샤모닉스가 추가되었다. 1994년에는 스타 왜건은 후속 차종인 델리카 스페이스 기어의 출시로 염가 사양만 남았다. 트럭은 첫 출시로부터 8년만에 발매되었으며, 밴 및 승합 사양과 달리 전기형의 전면 디자인을 적용하였다. 1997년 에어백을 추가하였으며, 1999년 단종되었다. 재고 차량은 2004년까지 판매되었고, 해외 수출용 모델은 2013년까지 생산되었다. 대한민국의 현대자동차에서는 왜건/밴 모델은 그레이스라는 이름 하에 1986년부터 2004년까지 라이센스 생산하였고, 기존 델리카에는 없던 전장을 5미터 이상까지 늘린 초장축 버전인 투어 사양도 있었다. 트럭 모델은 독자적으로 개량해 포터 제 3세대 모델(뉴 포터)로 1996년부터 2004년까지 생산되었는데 슈퍼캡이 기본사양이다. 더블캡도 존재했는데, 슈퍼캡, 더블캡 등은 기존 델리카 트럭에 없는 사양이다. 대만의 미쓰비시의 자회사인 CMC에서도 2013년과 2019년에 페이스리프트를 거치면서 현재까지 생산 중이다.

## 4세대

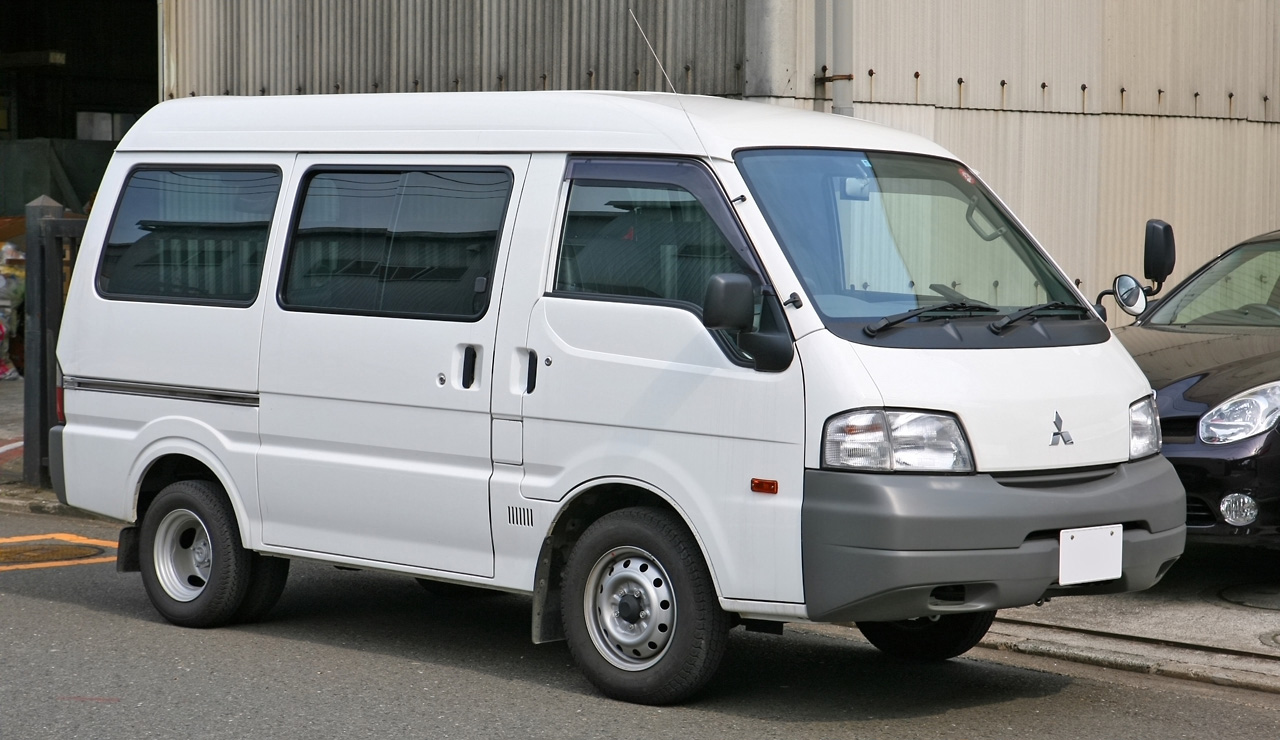
4세대 델리카 밴

1999년 출시되었으며, 마쓰다 봉고를 OEM 방식으로 들여왔다. 3세대까지 있었던 RV 사양을 델리카 스페이스 기어에게 완전히 넘겨주고 상용차로 탈바꿈하였다. 2010년 마이너체인지를 거치면서 가솔린 엔진을 마쓰다 L8 엔진으로 변경하고 출력과 연비를 개선하였다. 조수석 에어백과 전동 사이드미러를 표준 적용하였으며, 트럭 화물칸의 높이를 올리고 적재성을 높였다. 그리고 디젤 엔진이 단종되었다. 2011년에 밴은 닛산 NV200 바네트 기반의 모델로 대체되었으나 트럭은 이 세대를 끝으로 단종되었다.

## 5세대

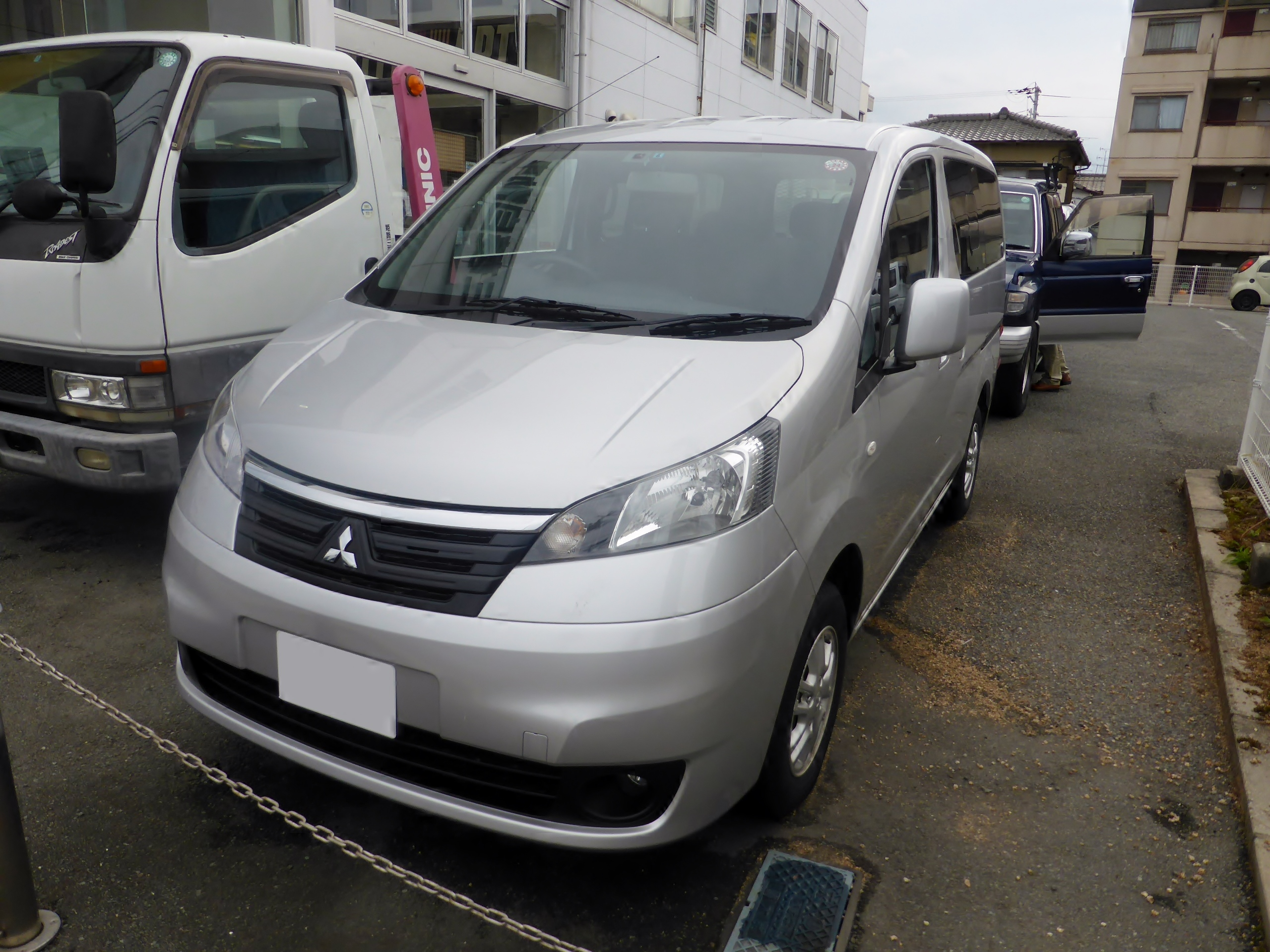
5세대 델리카 밴

2011년 닛산과의 협력에 따라 닛산 NV200 바네트의 OEM 버전으로 출시되었으며, 승합차 버전은 델리카 D:3라는 명칭으로 발매되었다. 2012년 NV200과 같이 마이너체인지를 거쳤다. 2019년 4월 단종되었고, 이에 따라 델리카 밴 50년 역사의 막을 내렸다.

## 델리카 카고

### 1세대

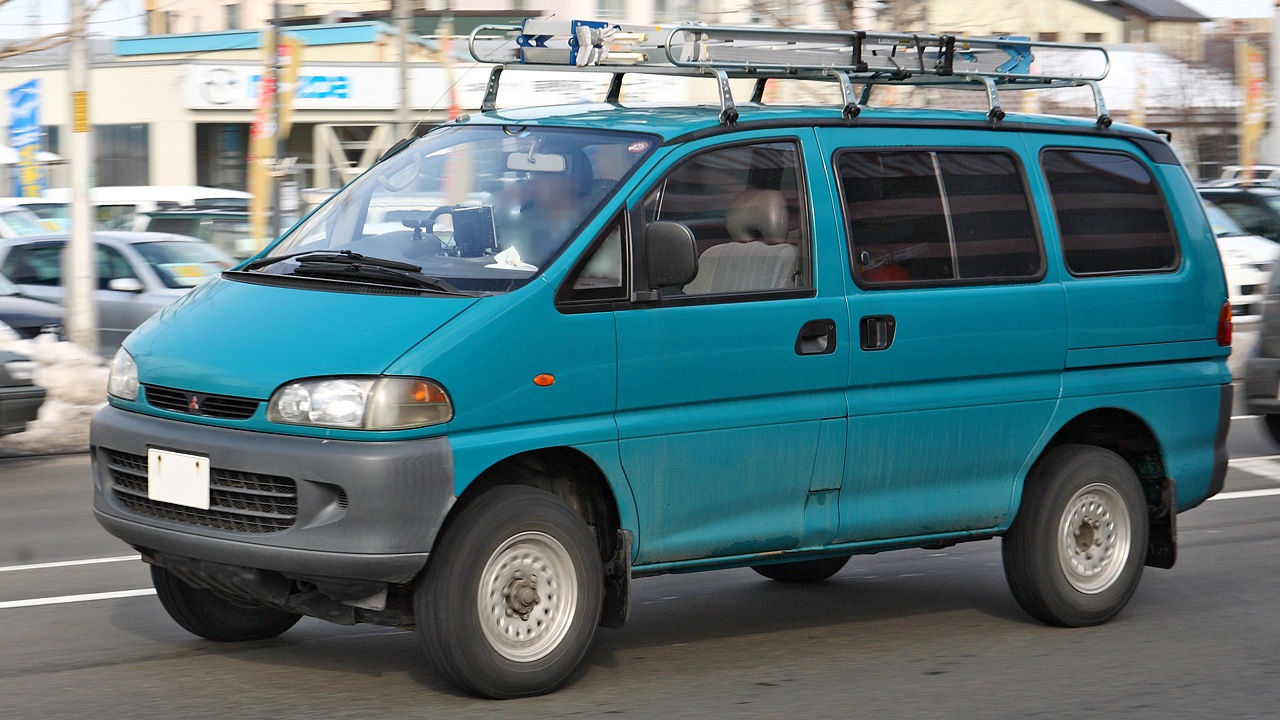
1세대 델리카 카고

1994년 델리카 스페이스 기어와 동시에 출시되었으며, 3세대 밴 및 트럭과 병행 생산 및 판매되었다. 델리카 스페이스 기어와는 다르게 2.0L 가솔린 엔진과 2.5L 디젤 엔진이 제공되었고 리어 서스펜션이 리프 서스펜션이다. 1997년 페이스리프트를 거쳤고, 일본에서는 1999년 단종되었으나 수출은 2005년까지 계속되었다.

### 2세대

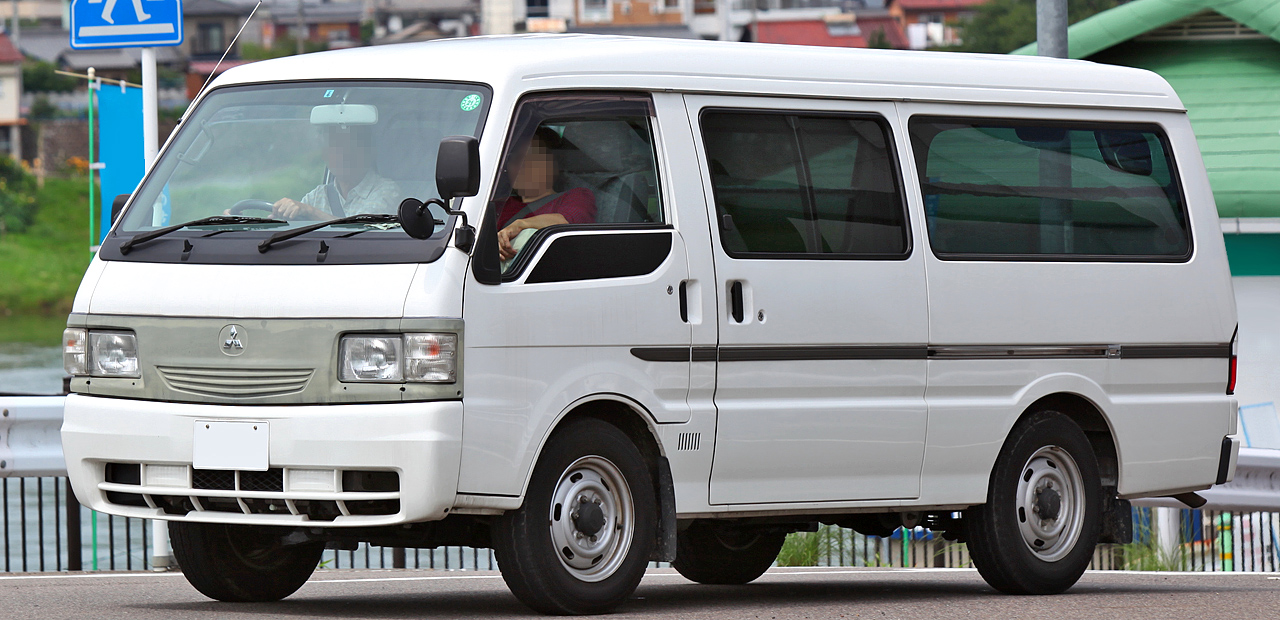
2세대 델리카 카고

1999년 마쓰다 봉고 브로니의 OEM 공급 버전으로 출시되었고, 2010년까지 판매되었다.

## 미니밴
2011년부터 미쓰비시에서 내수 시장용 미니밴의 명칭을 델리카로 통합하는 방침을 적용하였고, 이후 기존의 델리카 D:5 외에도 델리카 D:2와 델리카 D:3가 출시되었다.

### 델리카 스페이스 기어

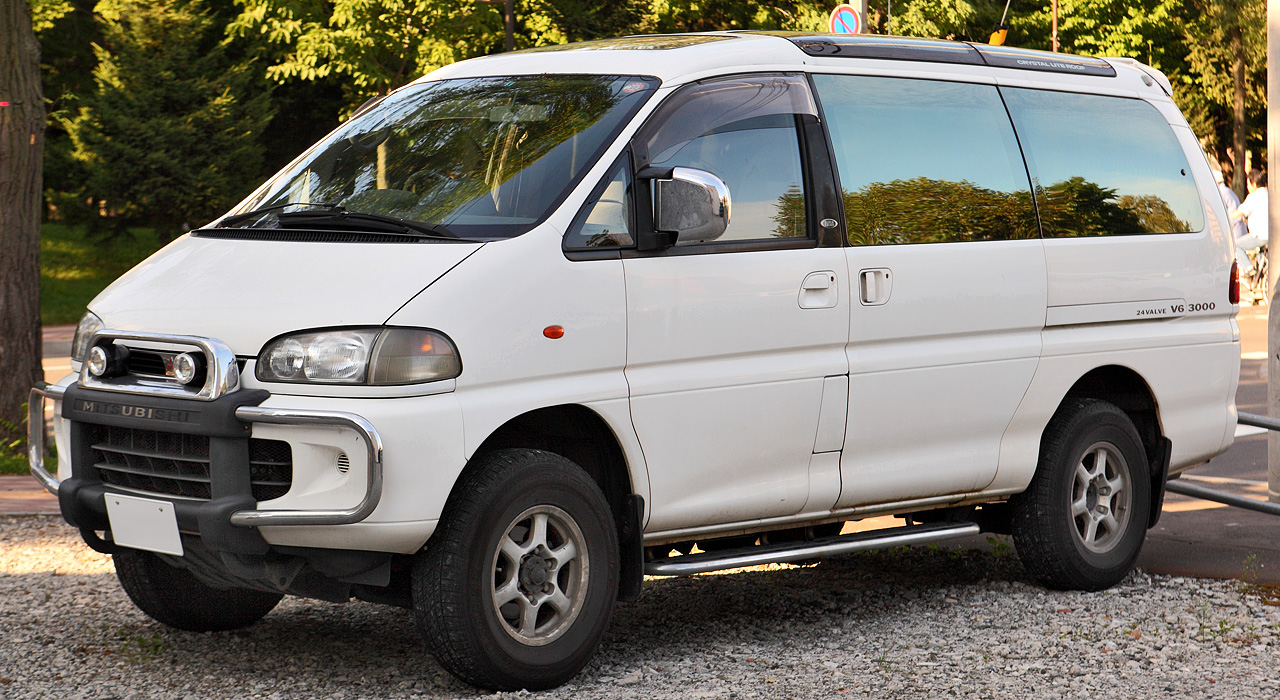
델리카 스페이스 기어

### 델리카 D:5

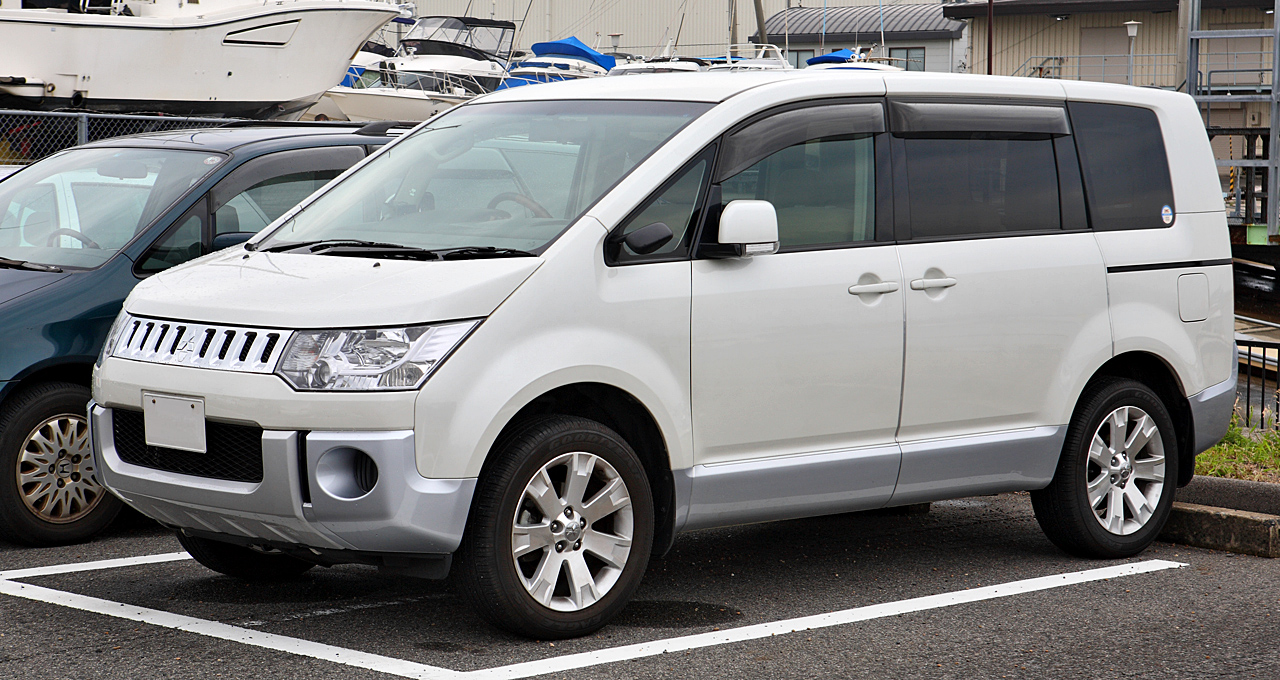
델리카 D:5

### 델리카 D:2

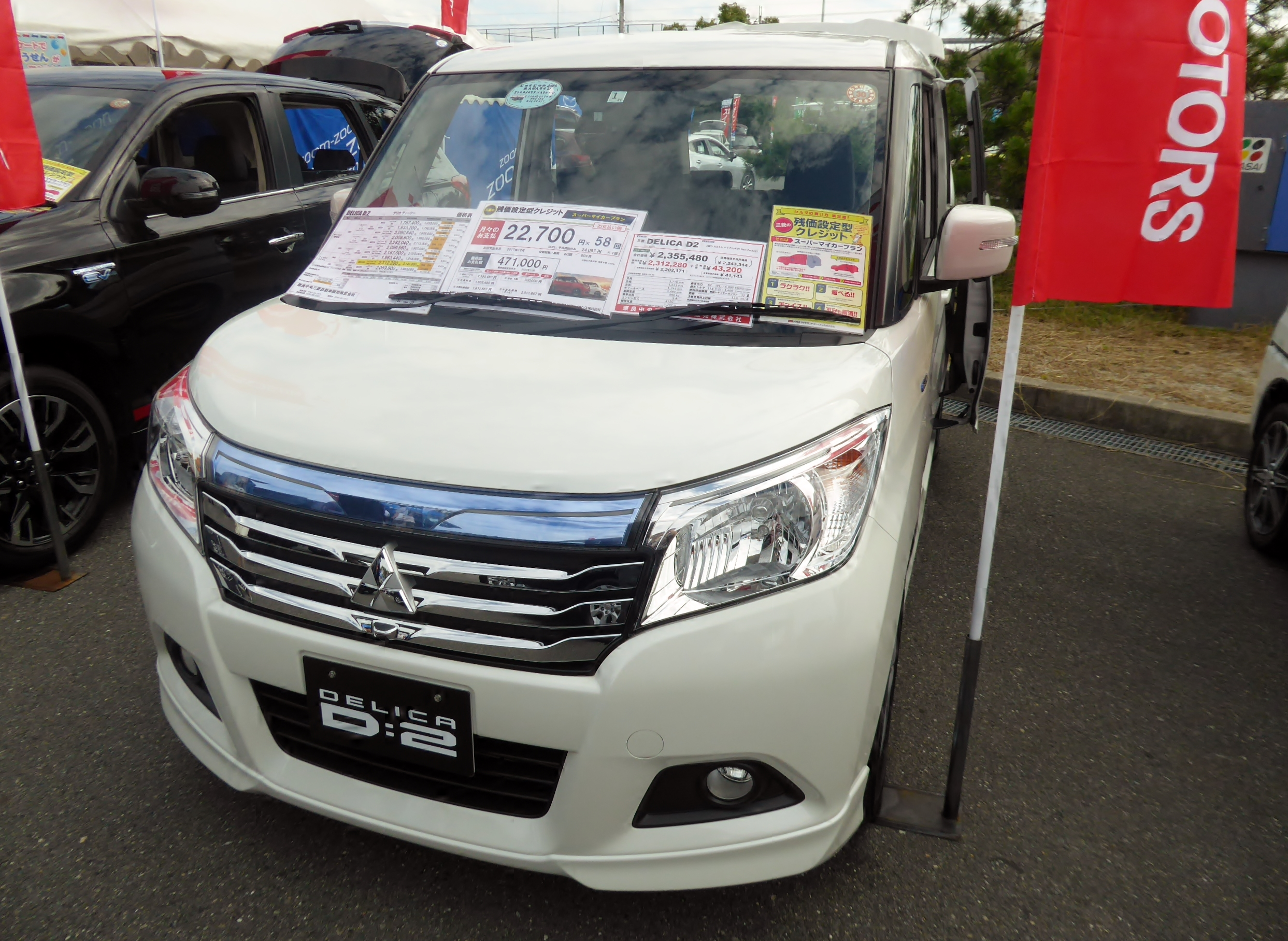
델리카 D:2

### 델리카 D:3

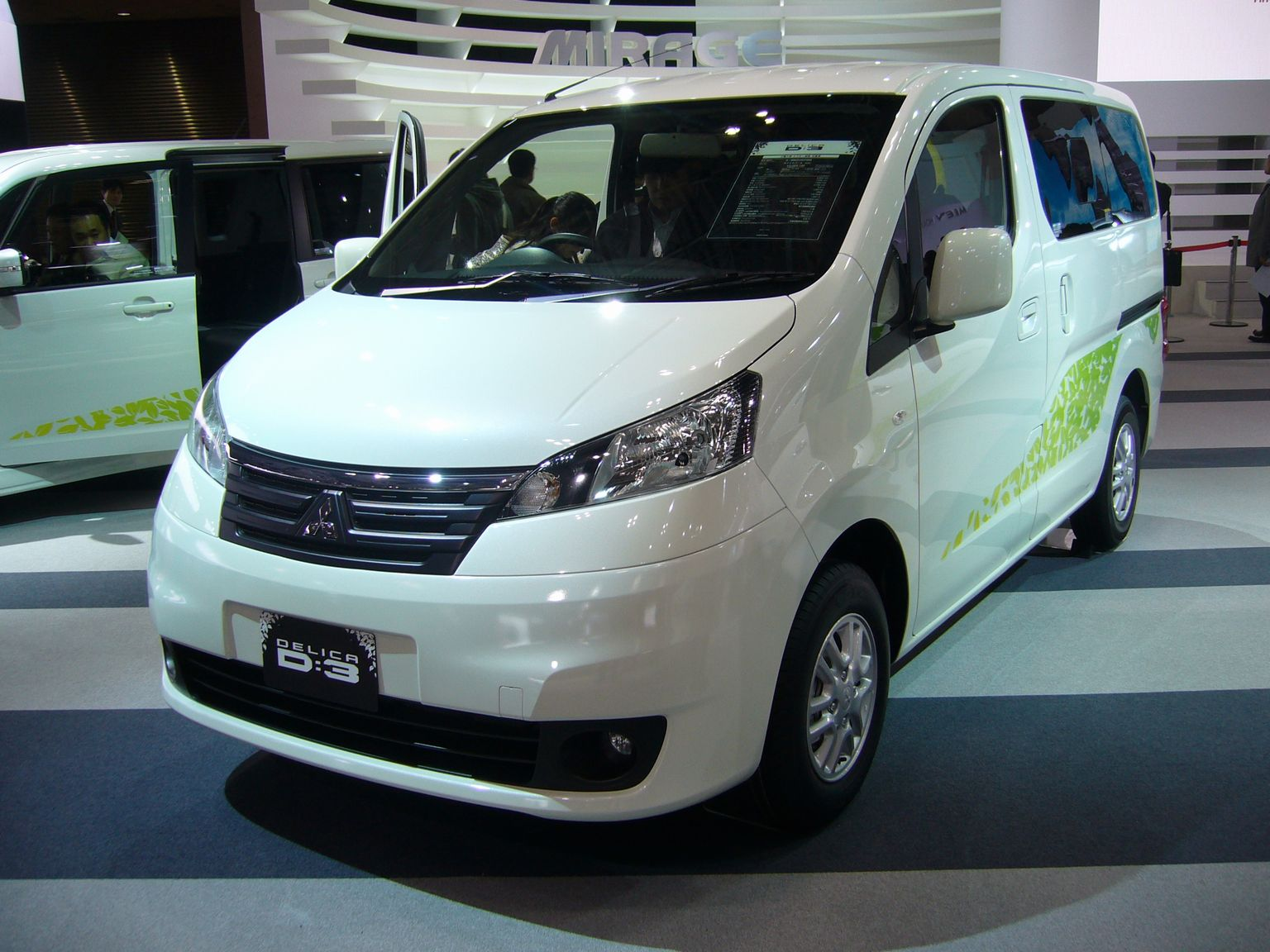
델리카 D:3

## 같이 보기
- 미쓰비시자동차공업

- 미쓰비시 파제로

- 미쓰비시 샤리오

- 현대 그레이스

- 현대 포터